# کیتی مانینگز
کیتی مانینگز (انگلیسی: Catie Munnings؛ زادهٔ ۱۵ نوامبر ۱۹۹۷) راننده رالی، و مجری تلویزیون اهل بریتانیا است. او دختر راننده سابق مسابقات رالی، کریس مانینگز است، کیتی در حال حاضر در سری مسابقات اتومبیلرانی الکتریکی آفرود، اکستریم ای، برای تیم آندرتی اکستریم ای رانندگی می کند.  او قبلاً در مسابقات رالی قهرمانی اروپا شرکت کرده بود و در سال 2016 برنده جام قهرمانی بانوان شده بود.